# NIROM
De Nederlandsch-Indische Radio Omroep Maatschappij (NIROM) was een radiozender die uitzond van 1934 tot 1942 in Nederlands-Indië.

## Voorgeschiedenis en oprichting
Met radio-uitzendingen werd in Nederlands-Indië een begin gemaakt in 1920. De bekendste zender was de Bataviaasche Radio Vereniging, die als radio Batavia uitzond vanuit Hotel Des Indes in Batavia.
In 1928 werd in Amsterdam door Philips, Radio Holland en Maintz & Co (moedermaatschappij van Algemeene Nederlandsch-Indische Electriciteits-Maatschappij) de NIROM opgericht. NIROM moest uitzendingen gaan verzorgen die op heel Java, en binnen drie jaar in heel Nederlands-Indië, te horen moesten zijn. Hiervoor werden op verschillende plaatsen in Nederlands-Indië zendmasten geplaatst. Door de technische voorbereiding en financiële kosten die dit vergde duurde het tot 1934 dat met uitzenden werd begonnen.

## Uitzendingen
De NIROM zond ongeveer 80 uur per week uit. Aanvankelijk zond de NIROM alleen in het Nederlands uit, maar vanaf 1935 kwamen er ook programma's in lokale talen. Deze maakten aan het eind van het bestaan van de omroep de meerderheid uit. In tegenstelling tot de radio in Nederland maakte gesproken woord slechts 6% uit van de uitzendtijd en werd vooral muziek uitgezonden.
De in Nederland meest bekende medewerker van de NIROM was radiopresentator Bert Garthoff. Daarnaast hebben de cabaretiers Wim Kan en Corry Vonk, die in Nederlands-Indië terecht waren gekomen met een tournee met het ABC-cabaret en na de Duitse inval in Nederland niet meer terug konden keren, vanaf 1940 optredens gegeven.

## Omroepblad
Medio 1934 werd begonnen met De NIROM-bode, in oplage uiteindelijk het grootste weekblad van Nederlands-Indië en een grote inkomstenbron voor de zender. Vanaf 1 augustus 1935 werd gestart voor de niet-Europese luisteraars in het Maleis met de tweewekelijkse uitgave Soeara NIROM dat vanaf 1 januari 1940 wekelijks werd uitgegeven.

## Einde
Na de Japanse inval en de capitulatie op 8 maart 1942 beëindigde presentator Bert Garthoff de uitzending met de woorden "Wij gaan nu sluiten, luisteraars. Vaarwel, tot betere tijden. Leve het Vaderland. Leve de Koningin."  De NIROM zond vervolgens nog een week uit en besloot, tot verbazing van de luisteraars, de uitzendingen nog steeds met het Wilhelmus. Toen de Japanners doorkregen wat die muziek toch was, werden drie omroepmedewerkers geëxecuteerd. Dat waren directeur J.P.J.W. Kusters en de technici N. van der Hoogte en V. Kudding.